# Deudorix dido
Deudorix dido är en fjärilsart som beskrevs av Waterhouse 1934. Deudorix dido ingår i släktet Deudorix och familjen juvelvingar. Inga underarter finns listade i Catalogue of Life.